# Дубинка (Гуменецька сільська громада)
Дуби́нка — село в Україні, у Гуменецькій сільській територіальній громаді Кам'янець-Подільського району Хмельницької області.

## Назва
Село змінило декілька назв, в історичних документах згадується як «Дубина Вірменська», «Костянтинівка». Сучасна назва Дубинка закріпилась за поселенням через те, що село знаходилось на краю дубового лісу.

## Географія
Подільське село Дубинка розкинулось на подільській височині в південно-західній частині України, за 18 кілометрів автодорогами від Кам’янця-Подільського. На південних околицях межує з селом Залісся Друге.

### Клімат
Дубинка знаходяться в межах вологого континентального клімату із теплим літом.

## Історія
Село засноване у 1820 році. Історично зафіксовано назви «Дубина Вірменська», «Костянтинівка», село засноване на землях села Великі Вірмени, власником цих земель був пан Корковський, який і назвав село «Костянтинівкою» на честь свого сина, але ця назва за поселенням не закріпилась.
Землею також володів Володимир Казимир та вірменське товариство селян (7 домогосподарств), що купив у Казимира в 1893 році - 32 десятка.
Внаслідок поразки визвольних змагань на початку XX століття, село надовго окуповане російсько-більшовицькими загарбниками.
Радянська окупація принесла колективізацію та розкуркулення, мешканці села зазнали репресій.
В 1932–1933 селяни села пережили сталінський голодомор.
З 1991 року в складі незалежної України.
2009 року в Дубинку прокладено природній газ.
З 13 серпня 2015 року шляхом об'єднання Абрикосівської, Великозаліснянської, Голосківської, Гуменецької, Думанівської, Заліської Другої, Нігинської та Супрунковецької сільських рад село увійшло до складу Гуменецької сільської громади, до цього органом місцевого самоврядування була Заліська Друга сільська рада.

## Населення
На початку XX століття в селі 26 - дворів, 226 жителів.
За переписом населення України 2001 року в селі мешкало 211 осіб.
У 2011 році 69 дворів, проживала 201 людина.
У 2015 року населення становило 184 особи, населення села скоротилось на 12,80 % порівняно з 2001 роком.

### Мова
У селі поширені західноподільська говірка та південноподільська говірка, що відносяться до подільського говору, який належить до південно-західного наріччя.

## Відомі люди

### Народилися
- Матковський Анатолій Борисович — заслужений працівник промисловості України, головний інженер Довжоцького спиртозаводу, директор Борщівського тютюново-ферментаційного заводу, колишній депутат Бучацької та Борщівської міських рад, Борщівської районної ради.

## Галерея

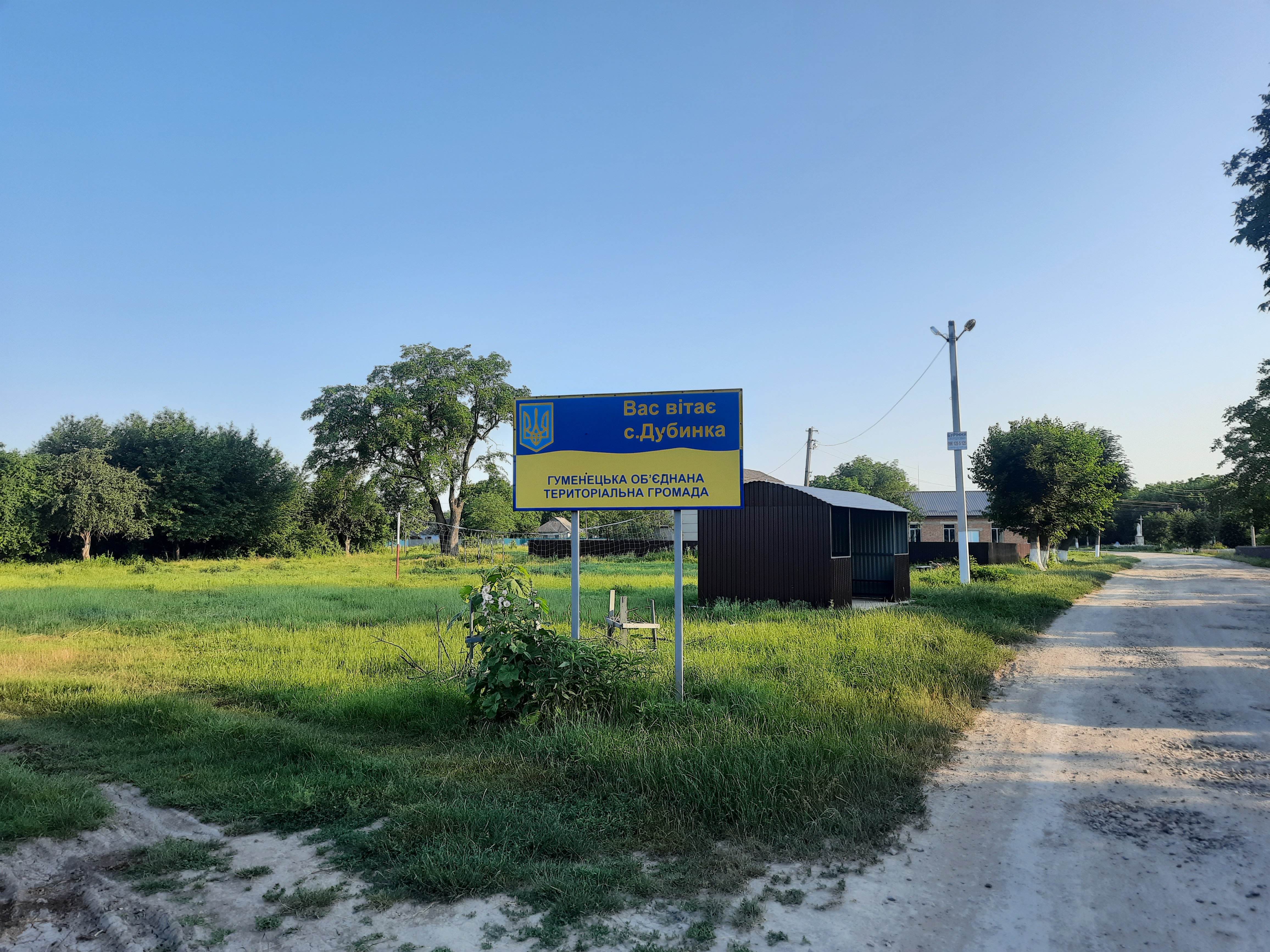
В'їзд у село
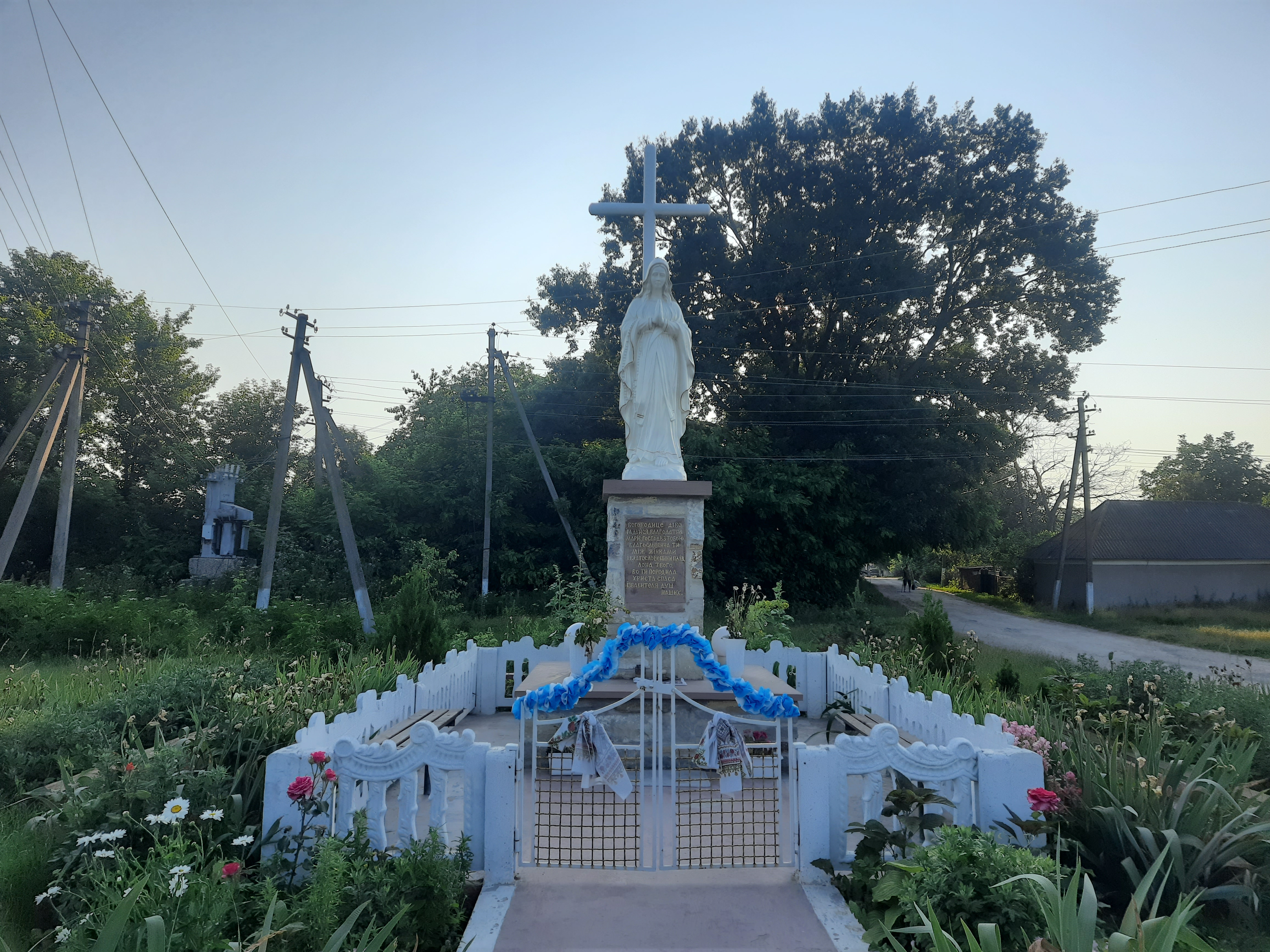
Статуя Божої Матері